# The 13th Floor
The 13th Floor – czwarty album studyjny norweskiej grupy muzycznej Sirenia. Wydawnictwo ukazało się 23 stycznia 2009 roku nakładem wytwórni muzycznej Nuclear Blast.
W ramach promocji do utworu "The Path To Decay" został zrealizowany teledysk, który wyreżyserował Patric Ullaeus.

## Lista utworów
Opracowano na podstawie materiału źródłowego.
1. „The Path to Decay” – 04:19
2. „Lost in Life” – 03:14
3. „The Mind Maelstrom” – 04:50
4. „The Seventh Summer” – 05:24
5. „Beyond Life's Scenery” – 04:35
6. „The Lucid Door” – 04:51
7. „Led Astray” – 04:37
8. „Winterborn 77” – 05:36
9. „Sirens of the Seven Seas” – 05:12

## Twórcy
Opracowano na podstawie materiału źródłowego.
- Ailyn – wokal prowadzący
- Morten Veland – gitara prowadząca, gitara rytmiczna, gitara basowa, instrumenty klawiszowe, wokal, perkusja, muzyka, słowa, aranżacje, produkcja muzyczna, inżynieria dźwięku, miksowanie
- Damien Surian, Emilie Lesbros, Emmanuelle Zoldan, Mathieu Landry, Sandrine Gouttebel – chór
- Tue Madsen – miksowanie, mastering
- Stephanie Valentin – skrzypce
- T. Refsnes – inżynieria dźwięku
- Emile M. E. Ashley – zdjęcia
- Jan Yrlund – dizajn, okładka, oprawa graficzna
- Jaap Wagemaker – A&R

## Wydania
| Rok  | Nr katalogowy          | Format                   | Wytwórnia     | Region | źródło |
| ---- | ---------------------- | ------------------------ | ------------- | ------ | ------ |
| 2009 | NB 2291-0, 27361 22910 | CD, Album, Enh, Ltd, Dig | Nuclear Blast | Niemcy | [ 5 ]  |
| 2009 | IROND CD 09-1557       | CD, Album, Enh           | Irond         | Rosja  | [ 5 ]  |

## Listy sprzedaży
| Lista               | Kraj       | Pozycja |
| ------------------- | ---------- | ------- |
| Schweizer Hitparade | Szwajcaria | 67      |
| SNEP                | Francja    | 127     |